# Relicário

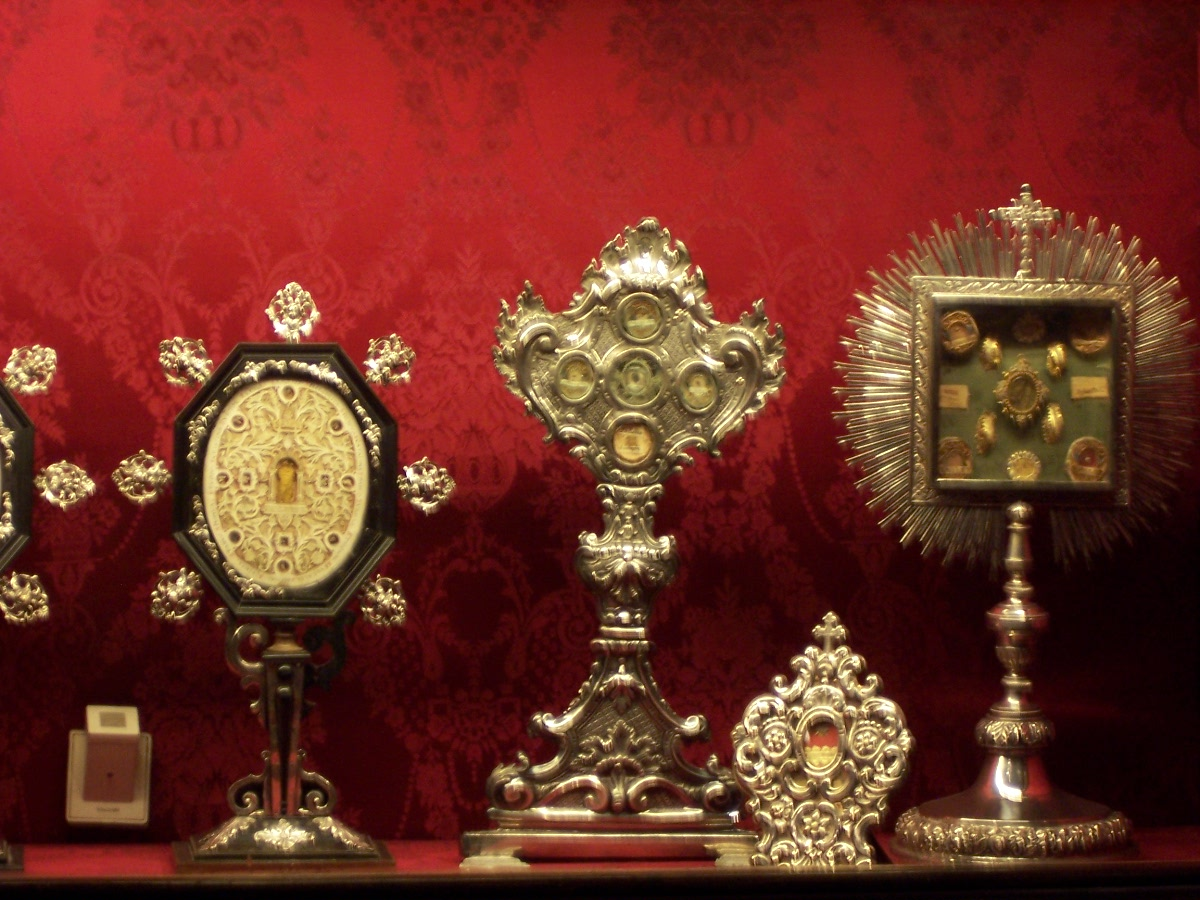
Relicários em exposição na Catedral de Sevilha

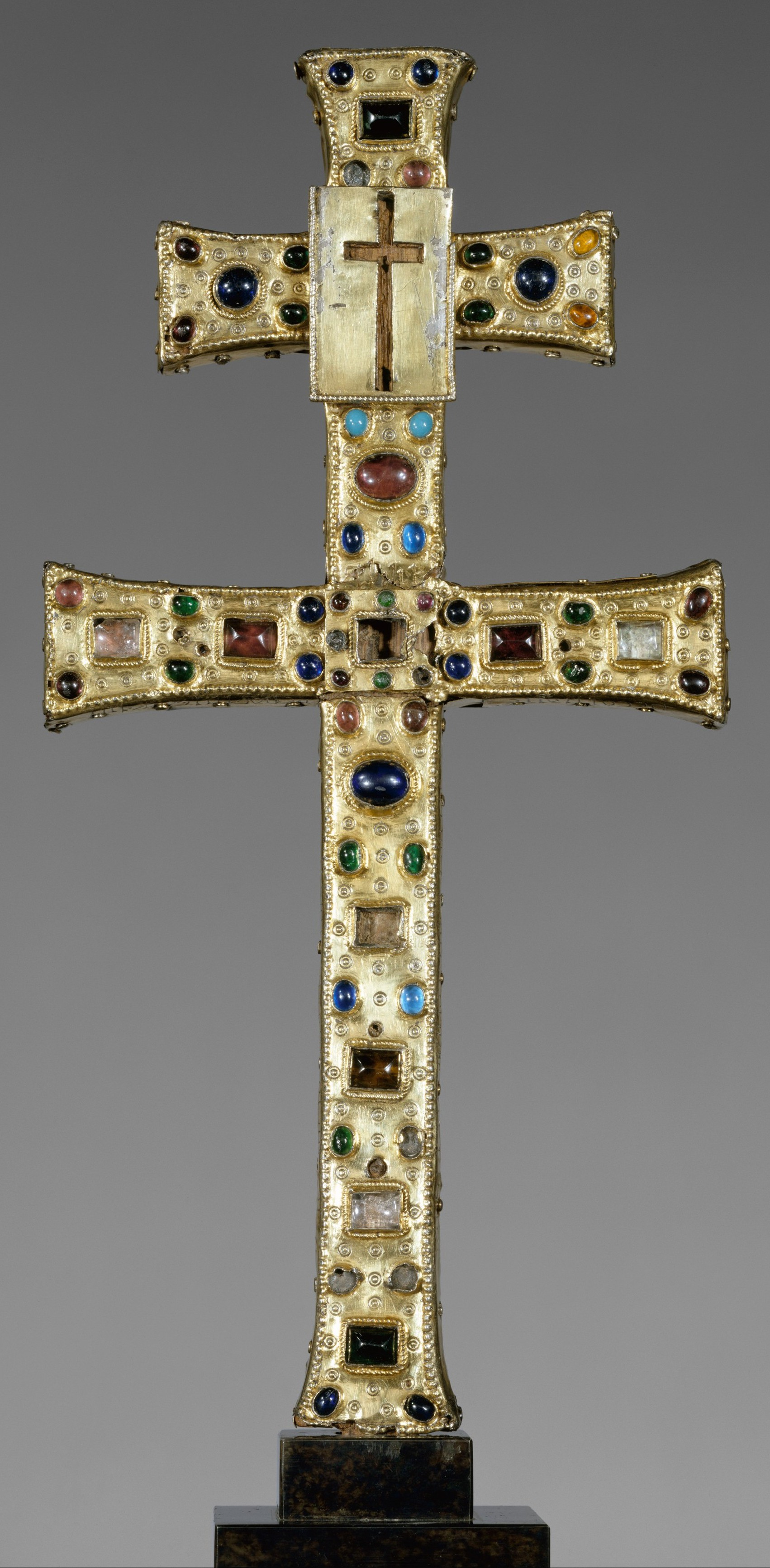
Cruz de Relicário, Francês, c. 1180

Relicário é um objeto para guardar relíquias de um santo. Modernamente vem sendo utilizado como algo que se destine a guardar também hóstias ou imagens de santos.
O relicário (do latim relicarium, lugar dos restos / das relíquias) é um objeto que por vezes se assemelha muito a um ostensório, mas também pode assemelhar-se a uma caixa grande, dependendo do que se quer guardar. É o objeto litúrgico que usam para se colocar relíquias da Santa Cruz ou dos santos para a veneração dos seus fiéis. Por relíquia entende-se um fragmento da Santa Cruz ou dos corpos dos santos e beatos que, conforme definido pelo Segundo Concílio de Niceia em 787, são objeto de veneração.
O relicário, quando exposto à veneração dos fiéis, nunca deve ser colocado sobre o altar, pois este destina-se exclusivamente ao corpo e sangue do Senhor. Este deve sempre ser colocado sobre uma mesa digna.
"O Relicário pode ser conduzido em procissão e ser utilizado para dar a bênção ao povo antes da procissão final. Contudo, cuide-se que os fiéis não deem demasiada importância às relíquias em detrimento da Eucaristia."